# Strong (Thomas Anders)
Strong è un album in studio del cantante tedesco Thomas Anders, pubblicato nel 2010 in Russia. 

## Tracce
1. Why Do You Cry?
2. Stay With Me
3. Make You
4. Stop!
5. You Will Be Mine
6. Suddenly
7. Music, Dance
8. My Angel
9. I'll Be Strong
10. Clear Sign
11. One More Chance
12. I Wanna
13. Sorry, Baby